# Coastal Affairs
Coastal Affairs är Sambassadeurs tredje EP, utgiven den 3 maj 2006 av skivbolaget Labrador. Samtliga låtar var tidigare outgivna och kom heller inte att ingå på bandets nästa album Migration (2007).

## Låtlista
1. "Kate" - 3:50 (Anna Persson, Daniel Permbo, Joachim Läckberg)
2. "Think Nothing of It" - 2:57 (Daniel Permbo)
3. "Marie" - 4:09 (Anna Persson, Joachim Läckberg)
4. "Claudine" - 3:11 (Robert Scott)

### Fotnoter
1. ↑  ”Sambassadeur”. Discogs.com. http://www.discogs.com/Sambassadeur-Coastal-Affairs/release/927501. Läst 1 mars 2012.
2. ↑  ”Sambassadeurs diskografi”. Labrador Records. Arkiverad från originalet den 29 februari 2012. https://web.archive.org/web/20120229224624/http://www.labrador.se/releases/sambassadeur.php3. Läst 1 mars 2012.